# Gornji Slaveči
Gornji Slaveči este o localitate din comuna Kuzma, Slovenia, cu o populație de 482 de locuitori.